# 목버스터
목버스터(mockbuster)는 미국 할리우드의 블록버스터 영화의 제목을 딴 B급 영화들을 일컫는 용어이며, '조롱하다'란 뜻의 'mock'과 '블록버스터(blockbuster)'의 합성어이다. 목버스터 영화는 비교적 적은 제작비로 단기간에 찍어내며, 극장상영 보다는 비디오 내지 DVD 판매를 목적으로 한다. 내용은 원작과는 상관없으나 원작 제목을 패러디한 제목을 사용하는 경우가 많으며, 만듦새나 기술적인 부분은 조잡한 수준이다.

## 같이 보기
- 모큐멘터리
- B급 영화
- 패러디 영화